# Coupe du monde de patinage de vitesse sur piste courte 2021-2022
Navigation
Édition précédente Édition suivante
Les coupes du monde de l'International Skating Union servent de qualifications aux épreuves de patinage de vitesse sur piste courte aux Jeux olympiques de 2022.

## Déroulement
Il n’y a pas eu de saison de coupe du monde sur la saison 2020-2021, en raison de la Pandémie de Covid-19.
Les manches du circuit de la saison 2021-2022 sont :
- 21-24 octobre 2021, Pékin
- 28-30 octobre 2021, Nagoya
- 18-20 novembre 2021, Debrecen
- 25-27 novembre 2021, Dordrecht

## Première manche à Pékin

### Lieu
La compétition a lieu au palais omnisports de la capitale de Pékin. Il s'agit du lieu où se sont déroulées les épreuves de volley-ball pendant les Jeux olympiques d'été de 2008, rénové pour accueillir le patinage de vitesse sur piste courte et le patinage artistique en 2022. Cet effort de pérennité sur un bâtiment construit en 1968 est salué par le CIO. L’événement sert ainsi de test des infrastructures avant les Jeux olympiques.
Shaolin Sandor Liu et Courtney Sarault disent de la glace qu’elle est d’excellente qualité.

### Gestion du COVID-19
L’événement ne sert pas qu’à tester l’infrastructure ; il sert aussi de test aux mesures sanitaires adoptées pour les Jeux Olympiques. Les patineurs évoluent dans des endroits dédiés et fonctionnent par « bulles », ne pouvant sortir de leur hôtel qu’en direction de la patinoire, avec des navettes mandatées par les équipes d’organisation, et avec un contact minimal entre les équipes. Tous les joueurs doivent avoir reçu le Vaccin contre la Covid-19 et fournir un test Covid négatif pour participer à la première manche à Beijing ; aux Jeux olympiques, il est admis de ne pas être vacciné, mais il faut alors se soumettre à une quarantine de trois semaines.

### Participants
Chaque sélection nationale peut inclure jusqu’à 12 personnes. En tout, 248 sportifs et sportives se rendent à la compétition, dont 16 personnes remplaçantes et 232 inscrites aux épreuves, et plus de 340 personnes sont sur place en comptant les équipes techniques et les membres de l’organisation. 37 pays sont représentés.
L’Allemagne envoie Anna Seidel, Gina Jacobs, Lisa Eckstein et Bianca Walter chez les femmes. Chez les hommes, elle envoie Christoph Schubert, Tobas Pietsch, Adrian Lüdtke, Yanghun Ben Jung, Luca Löffler et Robin Bendig.
L’équipe d’Australie est constituée de Brendan Corey et Keanu Blunden.
L’équipe d’Autriche est composée de quatre hommes, Matthias Wolfgang, Heinrich Liu, et les frères Nico et Dominic Andermann. Ils participent au relais masculin.
L’équipe de Belgique inclut six hommes, Rino Vanhooren, Ward Pétré, Gert-Jan Goeminne, Adriaan Dewagtere, Stijn Desmet et le patineur junior Warre Van Damme. Elle compte aussi trois femmes, Hanne Desmet, Tineke den Dulk et Alexandra Danneel. Ils participent au relais masculin et au relais mixte.
L’équipe de Bosnie-Herzégovine est constituée de deux hommes, Tarik Omeragic et Edin Brankovic.
L’équipe de Biélorussie comporte deux hommes, Mikita Mihdaliou et Heorhi Arlou, et cinq femmes, Volha Talayeva, Yana Drambrouskaya, Katsiaryna Chystaya et les sœurs Mariya et Hanna Izafatava. Ils participent au relais féminin et au relais mixte.
L’équipe de Bulgarie est composée des femmes Anna Yakimova et Katrin Manoilova et des hommes Lubomir Kalchev et Dimitar Georgiev. Ils participent au relais mixte.
L’équipe du Canada compte 12 patineurs, le maximum autorisé. Les femmes sont Courtney Sarault, Alyson Charles, Florence Brunelle, Camille de Serres-Rainville, Kim Boutin et Danaé Blais. Les hommes sont Pascal Dion, Jordan Pierre-Gilles, Maxime Laoun, Steven Dubois, William Dandjinou, Charles Hamelin. Alphonse Ouimette et Claudia Gagnon sont remplaçants. Ils participent aux trois relais. Les hommes sont entraînés par Sébastien Cros.
L’équipe de Chine est entraînée par Kim Sun-tae, ancien entraîneur de l’équipe de Corée du Sud, et Viktor Ahn fournit un soutien technique. L’équipe est sélectionnée via une série de compétitions nationales, et peut être adaptée pour les Jeux Olympiques. Les femmes de l’équipe sont Xu Aili, Zhang Yuting, Qu Chunyu, Fan Kexin, Han Yutong et Guo Yihan. Les hommes sont Sun Long, Ren Ziwei, An Kai, Li Wenlong, Yu Songnan et Wu Dajing. Ils participent aux relais féminin, masculin, et mixte. Sun Long bat le record du monde du 1 500 mètres pendant la compétition de qualifications en avril 2021.
Nicolas Laborde représente la Colombie.
La Croatie qualifie cinq personnes : Martin Kolenc et Ivan Martinic chez les hommes, Maja Ivandic, Katarina Buric et Valentina Ascic chez les femmes. Ils participent au relais mixte.
Pour la Corée du Sud, la double médaillée olympique Shim Suk-hee est interdite de participer à la première manche de la Coupe du monde, alors qu’elle est sous le coup d’une enquête pour tricherie. Dans des SMS envoyés pendant les Jeux olympiques de 2018, elle aurait dit du mal de sa coéquipière Choi Min-jeong et Kim Alang et affirmé être prête à faire tomber Choi pour ne pas la laisser gagner, parlant de "faire une Bradbury" ; en finale des Jeux, elle a effectivement chuté en emportant Choi avec elle. Elle affirme pendant sa suspension temporaire qu’il s’agit d’une coïncidence et présente ses excuses à ses coéquipières, expliquant son comportement par l’abus subi de la part de son entraîneur Cho Jae-Beom, condamné en 2020 à dix ans de prison pour viol et harcèlement. L’équipe féminine est donc composée de Park Ji-yun, Seo Whi-min, Lee Yu-bin, Kim Ji-yoo, Kim Alang et Choi Min-jeong ; l’équipe masculine de Han Seung-soo, Park Jang-hyuk, Park In-wook, Kwak Yoon-gy, Kim Dong-wook et Hwang Dae-heon. Ils participent aux trois épreuves de relais.
L’équipe des États-Unis est composée de cinq patineuses et cinq patineurs. Les femmes sont Kristen Santos, Corinne Stoddard, Julie Letai, Maame Biney and Kamryn Lute ; seule Lute, âgée de 17 ans, est nouvelle dans la sélection, et elle ne participe qu’aux étapes asiatiques. Les hommes sont Ryan Pivirotto, Andrew Heo, Brandon Kim, Clayton de Clemente and Adam Callister ; aucun d’entre eux n’a déjà remporté de médaille individuelle en compétition mondiale. Ils participent aux trois relais.
L’équipe de France est constituée de treize personnes. Chez les femmes, Aurélie Monvoisin, Aurélie Lévêque, Tifany Huot-Marchand, Gwendoline Daudet. Les juniors Cloé Ollivier et Eva Grenouilloux sont remplaçantes. Chez les hommes, les juniors Tawan Thomas, Arthur Vanbesien et Etienne Bastier accompagnent les senior Tristan Navarro, Sébastien Lepape, Quentin Fercoq et Théo Khellaf. Ils participent aux trois relais. L’équipe se prépare en 2020 avec un stage en Pologne et un stage en Allemagne.
La Grande-Bretagne a une sélection de neuf personnes. Chez les femmes, Elise Christie fait son retour, accompagnée des plus jeunes Charlotte Hayward, Isabelle Roberts, Holly Hoyland et Kathryn Thomson. Chez les hommes, Jonathan Moody accompagne les trois frères Niall, Farrell et Ethan Treacy. Le pays participe aux trois relais. Elise Christie affirme ne pas être aussi en forme que par le passé, mais seulement vouloir se qualifier pour les Jeux olympiques et y finir des distances sans chute ni disqualification, contrairement à ce qu’elle a vécu en 2014 et 2018.
L’équipe de Hong Kong est constituée de cinq personnes et entraînée par Sun Dandan. Ils font plusieurs stages d’entraînement en Chine. Sidney Chu fait son retour dans l’équipe aux côtés de trois nouveaux hommes, Sui Xin et les jumeaux Kwok Tsz-fung et Tsz-ho. Lam Ching-yan est la seule femme de l’équipe.
La Hongrie envoie Rebeka Sziliczei-Nemet, Barbara Somogyi, Maja Somodi, Zsofia Konya, Petra Jászapáti et Sára Bácskai côté femmes. Côté hommes, elle envoie Daniel Tiborcz, Bence Nogradi, Peter Jászapáti et les frères Shaolin Sándor Liu et Shaoang Liu. Le pays participe aux trois relais.
L’Inde a un seul patineur pour la première manche de la Coupe du monde, Akash Aradhya.
Vladislav Bykanov représente comme à son habitude Israël.
L’Italie envoie le maximum de 12 personnes à la première manche de la Coupe du monde. Chez les femmes, il s’agit d’Arianna Sighel, Cynthia Mascitto, Gloria Ioratti, Arianna Fontana et des sœurs Martina et Arianna Valcepina. Chez les hommes, on retrouve Andrea Cassinelli, Mattia Antonioli, Pietro Sighel, Tommaso Dotti et Yuri Confortola, accompagnés du nouvel arrivant Luca Spechenhauser. L’équipe participe aux trois relais. Les entraîneurs de l’équipe sont Frédéric Blackburn et Assen Pandov.
Le Japon envoie son maximum de douze patineurs, ainsi que trois remplaçants de chaque sexe. Chez les femmes, on trouve Miwako Yamaura, Shione Kaminaga et Ami Hirai ; chez les hommes, Kazuki Yoshinaga, Keita Watanabe, Shōgo Miyata et Katsunori Koike. La fratrie Kikuchi, composée des femmes Yuki, Sumire et Moemi et de leurs frères Teppei et Kota, est également inscrite. Les remplaçantes sont Rina Yamana, Hinao Matsuyama et Riho Inuzuka ; chez les hommes, les remplaçants sont Kiichi Shigehiro et les frères Shun et Kei Saito. Le pays participe aux trois relais.
Le Kazakhstan qualifie six femmes : Madina Zhanbusinova, Alyona Volkoviskaya, Olka Tikhonova, Assel Taishmanova, Yana Khan et Aliya Amirgaliyeva. Du côté des hommes, il envoie Mersaid Zhaksybaev, Yerkebulan Shamukhanov, Denis Nikisha, Nurtilek Kazhgali, Adil Galiakhmetov et Abzal Azhgaliyev. Le pays participe aux trois relais.
Trois patineurs représentent la Lettonie : Endijs Vigants, Roberts Kruzbergs et Reinis Berzins.
Le patineur néo-zélandais Ethan De Rose participe à la Coupe du monde.
L’équipe des Pays-Bas est constituée de douze personnes. Chez les femmes, on retrouve Xandra Velzeboer, Yara van Kerkhof, Suzanne Schulting, Rianne de Vries, Georgie Dalrymple et Selma Poutsma, qui représente à nouveau son pays après un séjour dans l’équipe de France. Leurs remplaçantes sont Michelle Velzeboer et Anne Floor Otter. Chez les hommes, on trouve les frères Melle van ’t Wout et Jens van ’t Wout, Sven Roes, Sjinkie Knegt, Dylan Hoogerwerf, Itzhak de Laat, et en remplaçants, Kay Huisman, Friso Emons, Jasper Brunsmann et Daan Breeuwsma. L’équipe participe aux trois compétitions de relais.
Le Philippin Julian Macaraeg participe à la coupe du monde.
La Pologne envoie six femmes et cinq hommes. Les patineuses sont Gabriele Topolska, Kamila Stormowska, Nikola Mazur, Magdalena Warakomska et les sœurs Patrycja et Natalia Maliszewska. Les hommes sont Diané Sellier, Michal Niewinski, Lukasz Kuczynski, Rafal Anikiej et Pawel Adamski. Sellier est un ancien de la sélection française ayant obtenu un droit de concourir aux côtés des Polonais en mars 2021, mais attendant encore sa nationalité polonaise afin de participer aux Jeux olympiques. Le pays participe aux trois relais. L’équipe s’entraîne peu avant la coupe du monde avec un stage en Allemagne. Cela marque le retour compétitif de Warakomska après deux ans de pause qui ont suivi les Jeux olympiques de 2018. Ils sont entraînés par le Français Grégory Durand et la Polonaise Urszulą Kamińską.
La République tchèque envoie quatre personnes : Petra Vankova et Michaela Hruzova chez les femmes, Zdenek Sejpal et Radek Fajkus chez les hommes. L’équipe participe au relais mixte.
Les patineuses russes sont Evgeniya Zakharova, Anna Vostrikova, Elena Seregina, Vera Rasskazova, Sofia Prosvirnova et Ekaterina Efremenkova. Les patineurs sont Pavel Sitnikov, Konstantin Ivliev, Semen Elistratov, Daniil Eibog et Vladimir Balbekov. Le pays participe aux trois relais.
Singapour envoie quatre patineurs, tous hommes : Jing Feng Xu, Trevor Xu Xuan Tan, Lucas Jun Jie Ng et Zen Sheng Sian Koh, seul à avoir participé aux saisons internationales précédentes. Ils participent au relais masculin.
Les représentantes slovaques sont Petra Rusnakova et Lucia Filipova.
Le représentant suisse est Thibault Métraux.
L’équipe de Taipei comprend une patineuse, Chang Hui, et trois patineurs, Su Jun-peng, Lin Chun-chieh, et Liao Wei-cheng.
La patineuse Thanutchaya Chathaisong représente la Thaïlande.
Cinq hommes représentent la Turquie : Murat Tahtaci, Tunay Simsek, Muhammed Emir Han, Metehan Atan et Furkan Akar. Ils participent au relais.
L’Uktraine envoie quatre patineuses, Yelyzaveta Sydorko, Diana Mykhalchuk, Uliana Dubrova et Mariya Dolgopolova, et cinq hommes, Denis Iofin, Oleh Handei, Danylo Fedorenko et les frères Vladyslav et Nikita Nemiro. Ils participent aux trois épreuves de relais.

### Compétition masculine

#### 500 m
Park Jang-hyuk chute dans la première course préliminaire, tandis que Shaoang Liu et Yanghun Ben Jung passent en séries, devant Furkan Akar et Adriaan Dewagtere. L’Allemand Adrian Lüdtke ne se présente pas au départ de la seconde course préliminaire ; John-Henry Krueger remporte la course devant Gert-Jan Goeminne et Mikita Mihdaliou, tandis qu’Abzal Azhgaliyev reçoit une pénalité. Dylan Hoogerwerf et Ethan Treacy remportent la troisième manche devant Mattia Antonioli, Ethan de Rose et Heorhi Arlou. Ren Ziwei gagne sa manche devant Maxime Laoun, Tarik Omeragic, Murat Tahtaci et Sean McAnuff. Dans la cinquième course, Shaolin Sandor Liu l’emporte devant Christoph Schubert et Tristan Navarro ; Oleh Handei est avancé en séries en raison d’une faute de Kwak Yoon-gy, disqualifié. Lukasz Kuczyunski est disqualifié de sa propre course, remportée par Steven Dubois devant Roberts Kruzbergs, Nicolas Laborde et Keanu Blunden. La septième course préliminaire voit arriver dans l’ordre Jordan Pierre-Gilles, Reinis Berzins, Danylo Fedorenko, Ivan Martinic et Su Jun-Peng. Daniil Eibog gagne la huitième manche devant Andrew Heo, Liam O’Brien, Tunay Simsek et Dominic Andermann. Dans la course suivante, Julian Macaraeg, des Philippines, est victime d’une chute ; Melle van ’t Wout se qualifie devant Pietro Sighel, Radek Fajkus et Thibault Métraux. Konstantin Ivliev se qualifie dans sa course devant Sébastien Lepape, Mersaid Zhaxybayev, Lin Chun-chieh et Chu Sidney. Dans la course préliminaire suivante, Endijs Vigants ne se présente pas au départ ; Trevor Xu Xuan Tan est disqualifié, Lubomir Kalchev tombe, et il ne reste donc que Stijn Desmet et Andrea Cassinelli qui se qualifient pour les séries. Quentin Fercoq remporte sa manche devant Niall Treacy, Martin Kolenc, Denys Iofin et Zen Sheng Sian Koh. La treizième course revient au recordman du monde Wu Dajing, devant Vladislav Bykanov, Ryan Pivirotto, Jonathan Moody et Sui Xin. Sun Long remporte sa course devant Diané Sellier, Matthias Wolfgang, Jing Feng Xu et Liao Wei-Cheng. La course suivante voit la qualification de Hwang Dae-heon et Jens van ’t Wout devant Katsunori Koike, Pawel Adamski et Zdenek Sejpal. Denis Nikisha bat Kota Kikuchi, Dimitar Georgiev, Akash Aradhya et Kwok Tsz Fung. Brandon Kim finit premier de sa course préliminaire devant Teppei Kikuchi, Brendan Corey, Nico Andermann et Pavel Sitnikov, tombé. Se qualifient au chronomètre les meilleurs troisièmes Tristan Navarro, Martin Kolenc, Ryan Pivirotto, Katsunori Koike et Brendan Corey.
Quentin Fercoq remporte la première série devant Roberts Kruzbergs, Steven Dubois, Ryan Pivirotto et Christopp Schubert. Wu Dajing se qualifie pour les quarts de finale avec Jens van ’t Wout, devant Daniil Eibog, Diané Sellier et Gert-Jan Goeminne. Sellier finit sa course en 40 s 595, le nouveau record de Pologne. La prochaine course revient à Shaolin Sandor Liu, devant Sun Long, Reinis Berzins, Yanghun Ben Jung et Tristan Navarro. La prochaine course voit, dans l’ordre d’arrivée, John-Henry Krueger pour la Hongrie, Brandon Kim, Oleh Handei, Teppei Kikuchi et Niall Treacy. Dans la cinquième série, Konstantin Ivliev l’emporte sur Melle van ’t Wout, Sébastien Lepape, Kota Kikuchi et Martin Kolenc. Hwang Dae-heon gagne sa course devant Dylan Hoogerwerf, Stijn Desmet et Andrew Heo, avec une chute d’Ethan Treacy. L’avant-dernière série voit la victoire de Denis Nikisha devant Pietro Sighel, Jordan Pierre-Gilles, Vladislav Bykanov et Brendan Corey. Dans la dernière course, Shaoang Liu est disqualifié pour avoir gêné Maxime Laoun, qui est avancé en quarts de finale par les juges malgré sa troisième place derrière Ren Ziwei et Andrea Cassinelli, tandis que Koike Katsunori se place quatrième. Les trois meilleurs troisièmes au chronomètre passent également en quart de finale : il s’agit de Jordan Pierre-Gilles, Daniil Eibog et Sébastien Lepape.
Le premier quart de finale voit un penalty, pour Maxime Laoun, et deux chutes pour les Néerlandais Jens van ’t Wout et Dylan Hoogerwerf. Restent ainsi Hwang Dae-heon et Denis Nikisha, qui se qualifient pour la demi-finale. Quentin Fercoq, blessé pendant le 1500 mètres, ne se présente pas au départ de sa course, qui se fait avec quatre patineurs : Shaolin Sandor Liu, Pietro Sighel et Sébastien Lepape se qualifient, tandis que Brandon Kim, dernier, est éliminé. Les quatre patineurs franchissent tous la ligne d’arrivée dans un intervalle de 25 millisecondes. Dans la course suivant, Melee van ’t Wout est disqualifié pour faute. Wu Dajing remporte sa course devant John-Henry Krueger, tandis que Daniil Eibog et Andrea Cassinelli sont éliminés de la distance. Konstantin Ivliev se qualifie enfin pour les demi-finales avec Jordan Pierre-Gilles et Ren Ziwei, éliminant les deux derniers Sun Long et Roberts Kruzbergs.
Dans la première demi-finale, Shaolin Sándor Liu se qualifie pour la finale A devant John-Henry Krueger ; Sébastien Lepape et Konstantin Ivliev passent en finale B, ainsi que Pietro Sighel, repêché par les juges. La deuxième course voit la qualification de Wu Dajing devant Jordan Pierre-Gilles ; Hwang Dae-heon est disqualifié pour faute sur Denis Nikisha, avancé en finale A. Reste Ren Ziwei, qui passe de fait en finale B.
En finale B, Ren Ziwei l’emporte sur Konstantin Ivliev, Sébastien Lepape et Pietro Sighel. En finale A de la compétition, Wu Dajing et Jordan Pierre-Gilles reçoivent tous deux une pénalité. Ne restent donc en lice que les trois médaillés de la compétition, dans l’ordre Shaolin Sándor Liu, John-Henry Krueger et Denis Nikisha.

#### 1 000 m
Dans la première course préliminaire, Charles Hamelin se qualifie pour les séries avec Nico Andermann. Zdenek Sejpal, de République Tchèque, est avancé, sans disqualification d’un concurrent ; Akah Aradhya et Sui Xin ne passent pas en séries. Shōgo Miyata et Stijn Desmet se qualifient ensuite devant Danylo Fedorenko, Kwok Tsz Fung et Koh Zen Sheng Sian. Quentin Fercoq remporte sa course devant Ryan Pivirotto, Su Jun-peng et Matthias Wolfgang. Dans la quatrième course préliminaire, An Kai et Kwak Yoon-gy passent en séries devant Denis Nikisha, Yanghun Ben Jung et Liam O’Brien. Shaolin Sandor Liu remporte sa course avec Tristan Navarro en seconde position, et Adrian Lüdtke, Ethan de Rose et Ward Pétré, victime d’une chute, sont éliminés. Wu Dajing et Pascal Dion se qualifient ensuite, avec le Tchèque Radek Fajkus, qui a fait le meilleur troisième temps des préliminaires ; Dimitar Georgiev et Thibault Métraux sont éliminés. Semen Elistratov et Gert-Jan Goeminne finissent la course suivante. Park Jang-Huyk est disqualifié pour faute, et Diané Sellier et Farrell Treacy, tous deux tombés, ne se qualifient pas. La course suivante ne voit pas de chute ni de faute : Itzhak de Laat et Luca Spechenhauser se qualifient devant Nicolas Laborde, Tarik Omeragic et Dominic Andermann. Les prochains qualifiés sont Shaoang Liu et Pietro Sighel devant Nurtilek Kazhgali, Andrew Heo et Tan Trevor Xu Xuan. Sébastien Lepape remporte sa course devant Muhammed Emir Han, Julian Macaraeg, Rafal Anikiej et Heorhi Arlou. Roberts Kruzbergs et Keita Watanabe se qualifient devant Martin Kolenc, Lin Chun-chieh et Xu Jing Feng. Dans la course suivante, Niall Treacy emporte dans sa chute Hwang Dae-heon et Sven Roes, tous deux avancés aux séries, tandis que Brendan Corey et Tunay Simsek se qualifient, seuls restés debout. Dans la treizième course préliminaire, Reinis Berzins fait tomber Denis Ayrapetyan, qui est avancé ; Ren Ziwei et Lubomir Kalchev se qualifient devant Ivan Martinic. Vladislav Bykanov remporte sa course devant Brandon Kim, Jonathan Moody, Mikita Mihdaliou et Liao Wei-cheng. Sidney Chu est disqualifié de sa course ; Sjinkie Knegt et Yuri Confortola se qualifient, pas Sean McAnuff ni Vladyslav Nemiro. Dans l’avant-dernière course, le Canadien Steven Dubois fait tomber Christoph Schubert et Michael Niewinski ; Schubert est avancé en séries, tandis qu’Adil Galiakhmetov et Furkan Akar se qualifient confortablement, seuls à ne pas être tombés ni disqualifiés. Enfin, dans la dernière course, Kazuki Yoshinaga l’emporte sur John-Henry Krueger, Vladimir Balbekov, Keanu Blunden et Oleh Handei.
Pietro Sighel est disqualifié de la première série, tandis que Shaoang Liu et Denis Ayrapetyan se qualifient devant Nico Andermann et Sébastien Lepape. Dans la deuxième course, Brandon Kim reçoit un carton jaune, qui correspond à deux penalties dans la même course et qui le fait disqualifier de toute la distance sans possibilité de repêchage ; Roberts Kruzbergs et Stijn Desmet se qualifient, Keita Watanabe échoue en troisième place, et Brendan Corey, gêné par Kim, est avancé par les juges en quarts de finale. Ren Ziwei remporte sa course devant Luca Spechenhauser et Vladislav Bykanov, qui se qualifie grâce au temps obtenu, le meilleur pour un troisième dans les séries ; Shōgo Miyata et Lubomir Kalchev sont éliminés. Sjinkie Knegt fait tomber Pascal Dion ; le premier reçoit un penalty, le second est avancé en quarts de finale par les juges, tandis que les trois patineurs restants sont dans l’ordre Shaolin Sandor Liu, Christoph Schubert et Tristan Navarro. La cinquième série voit la victoire de Semen Elistratov sur Kazuki Yoshinaga, Furkan Akar, Radek Fajkus et Yuri Confortola, tombé. John-Henry Krueger bat Quentin Fercoq, lui-même devant Itzhak de Laat, Tunay Simsek et Zdenek Sejpal. Kwak Yoon-gy finit devant An Kai, Sven Roes, Charles Hamelin et Gert-Jan Goeminne. Dans la dernière course, Wu Dajing est disqualifié pour avoir gêné Adil Galiakhmetov, qui arrive troisième mais est avancé en quarts de finale par les juges ; Hwang Dae-heon et Ryan Pivirotto se qualifient, Muhammed Emir arrive quatrième.
Quentin Fercoq ne se présente pas au départ de sa course, blessé sur une distance précédente. Le premier quart de finale a donc quatre patineurs, donc Ren Ziwei, disqualifié pour faute sur John-Henry Krueger qui est avancé en demi-finales ; restent Christoph Schubert et Adil Galiakhmetov, qui passent en demi-finales avec une longue avance sur leurs rivaux. Dans la deuxième course, Shaoang Liu reçoit un penalty pour avoir fait tomber Hwang Dae-heon, repêché en demi-finale. Denis Ayrapetyan et Vladislav Bykanov se qualifient pour les demi-finales devant le patineur chinois An Kai, éliminé. La troisième course voit la qualification de Semen Elistratov et Kazuki Yoshinaga devant Kwak Yoon-gy, Brendan Corey et Stijn Desmet. Dans le dernier quart de finale, Shaolin Sandor Liu et Pascal Dion se qualifient devant Roberts Kruzbergs, Luca Spechenhauser et Ryan Pivirotto.
Dans la première demi-finale, Vladislav Bykanov est disqualifié pour faute sur Adil Galiakhmetov, qui est avancé en finale A par les juges aux côtés de Semen Elistratov et Hwang Dae-heon. Christoph Schubert passe en finale B. Dans la seconde course, Kazuki Yoshinaga et Pascal Dion se qualifient pour la finale A ; Shaolin Sandor Liu, John-Henry Krueger et Denis Ayrapetyan passent tous en finale B.
Dans la finale B, Christoph Schubert tombe dans le dernier virage en emportant Shaolin Sándor Liu, qui ne finit pas la course ; il reçoit un carton jaune. Restent donc John-Henry Kreger et Denis Aïrapetian qui passent la ligne d’arrivée dans cet ordre. La finale A voit la victoire de Hwang Dae-heon. Semen Elistratov prend l’argent devant Pascal Dion, et Kazuki Yoshinaga et Adil Galiakhmetov échouent au pied du podium. Hwang et Elistratov font l’essentiel de la course à l’arrière du peloton ; à deux tours et demi de l’arrivée, Hwang passe de la dernière à la première place en un virage, et Elistratov se place deuxième dans le dernier tour de la course. Dion finit un millième de seconde seulement devant Yoshinaga, prenant le bronze ; il se place premier au début de la course, cherchant à contrôler son rythme, et se dit très satisfait de sa médaille, la première qu’il a obtenue en courses individuelles en coupe du monde depuis cinq ans.

#### 1 500 m
Dans la première série, Shaolin Sandor Liu et Kazuki Yoshinaga se qualifient devant Jens van ’t Wout, Tarik Omeragic, Radek Fajkus et Matthias Wolfgang. Tommaso Dotti chute dans la seconde série ; les qualifiés pour les quarts de finale sont Andrew Heo et Farrell Treacy, devant Metehan Atan, Liam O’Brien et Ethan de Rose. Dans la troisième série, Nurtilek Kazhgali et Steven Dubois passent en quart de finale devant Michal Niewinski, Keanu Blunden, Su Jun-Peng et Chu Sidney. Itzhak de Laat remporte sa course devant Tristan Navarro, tandis que Yuri Confortola, Brendan Corey, Reinis Berzins et Julian Macaraeg ferment la marche. An Kai et Roberts Kruzbergs se qualifient dans la cinquième série, devant Christoph Schubert, Sean McAnuff et Vladyslav Nemiro. Ren Ziwei et Yerkebulan Shamukhanov remportent leur manche devant Arian Lüdtke, Kwok Tsz Fung et Nikita Nemiro, tandis que le Colombien Nicolas Laborde reçoit une pénalité. La septième série voit une chute du Bulgare Dimitar Georgiev et la qualification de Shaoang Liu devant Shōgo Miyata; Pascal Dion, Jonathan Moody et Mikita Mihdaliou forment la suite du classement. Semen Elistratov remporte sa manche devant Adil Galiakhmetov, Sui Xin, Gert-Jan Goeminne et Lubomir Kalchev, tandis que le Turc Muhammed Emir Han ne termine pas la course. L’Anglais Niall Treacy tombe, emportant le Néerlandais Sjinkie Knegt avec lui dans sa chute ; Charles Hamelin et Vladimir Balbekov remportent confortablement leur course devant Dominic Andermann et Heorhi Arlou. Vladislav Bykanov remporte sa manche devant Sébastien Lepape, Diané Sellier, Furkan Akar, Trevox Xu Xuan Tan et Thibault Metraux. Le Coréen Park Jang-hyuk est disqualifié de sa manche pour avoir fait tomber Denis Ayrapetyan, qui est avancé en quarts de finale ; Ryan Pivirotto et Nico Andermann se qualifient lors de la onzième série, devant Martin Kolenc et Jing Feng Xu. Dans la douzième manche, Keita Watanabe et Quentin Fercoq se qualifient devant Luca Spechenhauser, Clayton de Clemente, Oleh Handei et Lin Chun-chieh. Sun Long et Kim Dong-wook se qualifient devant Ward Petre, Rafal Anikiej et Ivan Martinic, tandis que Zen Sheng Sian Koh ferma la marche. Une chute fait un blessé dans la quatorzième série : Endijs Vigants est escorté hors piste dans un brancard et disqualifié pour faute et la course est redémarrée. Hwang Dae-heon remporte la manche devant Stijn Desmet, John-Henry Krueger, Zdenek Sejpal et Tobias Pietsch. Les meilleurs temps de la compétition n’ayant pas été dans les deux premiers de leur course sont également qualifiés pour les quarts de finale. Tous les troisièmes des courses se qualifient pour les quarts de finale, à l’exception du plus lent, Ward Pétré.
Dans le premier quart de finale, Shaoang Liu se qualifie devant Shōgo Miyata. Pascal Dion reçoit un penalty pour avoir gêné son compatriote Steven Dubois, qui est avancé en demi-finales. Nurtilek Kazhgali et Michal Niewinski ne se qualifient pas. Dans le second, Stijn Desmet et Kazuki Yoshinaga se qualifient ; Hwang Dae-heon est disqualifié et Shaolin Sandor Liu, quatrième, repêché, tandis que Jens van ’t Wout et Dominic Andermann ne se qualifient pas. Dans la troisième course, Ren Ziwei et Diané Sellier se qualifient, Metehan Atan et Martin Kolenc non ; Quentin Fercoq tombe à cause de Farrell Treacy et est avancé en demi-finales tandis que le Britannique reçoit une pénalité. Après sa course, Ren Ziwei se dit « tendu au début » ; n’ayant pas fait de compétitions internationales depuis deux ans, il estime se réhabituer lentement au rythme compétitif. Semen Elistratov et Keita Watanabe passent en demi-finale, devant Adil Galiakhmetov, Adrian Lüdtke, Yerkebulan Shamukhanov et Sui Xin. Vladislav Bykanov et Itzhak de Laat se qualifient devant Sébastien Lepape, Yuri Confortola, Tristan Navarro et Luca Spechenhauser. An Kai et Sun Long remportent la dernière coure devant Kim Dong-wook, Roberts Kruzbergs, Denis Ayrapetyan ; Christoph Schubert reçoit une pénalité. Dans le dernier quart de finale, Vladimir Balbekov est disqualifié ; Charles Hamelin, John-Henry Krueger, Ryan Pivirotto se qualifient devant Nico Andermann et Liam O’Brien. Les trois meilleurs troisièmes au temps passent également en demi-finales ; il s’agit de Sébastien Lepape, Adil Galiakhmetov et Nurtilek Kazhgali.
Les deux premiers de chaque demi-finale se qualifient pour la finale A, les deux suivants pour la finale B. Dans la première demi-finale, John-Henry Krueger reçoit une pénalité pour avoir gêné Stijn Desmet, qui est avancé en finale A malgré sa dernière place. An Kei et Shaolin Sandor Liu se qualifient pour la finale A, tandis que les Canadiens Charles Hamelin et Steven Dubois passent en finale B ; Kazuki Yoshinaga est éliminé. Dans la deuxième demi-finale, Diané Sellier reçoit un carton jaune et Shōgo Miyata une pénalité, tandis que Quentin Fercoq chute et ne finit pas la course Restent quatre patineurs : Semen Elistratov et Sébastien Lepape passent en finale A, Ren Ziwei et Keita Watanabe en finale B. Dans la dernière course, Vladislav Bykanov reçoit une pénalité pour avoir fait tomber Adil Galiakhmetov, avancé en finale A, et Itzhak de Laat, avancé en finale B. Restent Shaoang Liu et Sun Long pour la finale A, tandis que Nurtilek Kazhgali et Denis Ayrapetyan se qualifient pour la finale B.
En finale B, Ren Ziwei remporte la course devant Itzhak de Laat, Denis Aïrapetian, Charles Hamelin et Steven Dubois, alors que le Japonais Keita Watanabe et le Kazakh Nurtilek Kazhgali reçoivent tous deux une pénalité. Shaolin Sándor Liu est disqualifié de la finale ; Semen Elistratov remporte la distance devant Adil Galiakhmetov et An Kai. Sébastien Lepape arrive quatrième et Stijn Desmet cinquième ; les tombés Shaoang Liu et Sun Long ferment la marche.

#### Relais masculin
Les Russes (Daniil Eibog, Semen Elistratov, Konstantin Ivliev et Pavel Sitnikov) remportent leur course devant les Italiens Andrea Cassinelli, Tommaso Dotti, Pietro Sighel et Luca Spechenhauser, qui passent la ligne d’arrivée deux millièmes de seconde devant les Kazakhs Abzal Azhgaliyev, Adil Galiakhmetov, Denis Nikisha et Mersaid Zhaxybayev. Jonathan Moody et les frères Farrell, Ethan et Niall Treacy, qui représentent la Grande-Bretagne, chutent, de même que les Ukrainiens Danylo Fedorenko, Oleh Handei et Nikita et Vladislav Nemiro. Dans la deuxième course, deux équipes sont disqualifiées : il s’agit des Japonais (Kota Kikuchi, Shōgo Miyata, Keita Watanabe et Kazuki Yoshinaga) et des Turcs (Furkan Akar, Muhammed Emir Han, Tunay Simsek et Murat Tahtaci). Les Autrichiens (Heinrich Liu, Matthias Wolfgang et Dominic et Nico Andermann) sont victimes d’une chute ; restent les Coréens Han Seung-soo, Kwak Yoon-gy, Park In-wook et Park Jang-hyuk et les Français Quentin Fercoq, Sébastien Lepape, Tristan Navarro et Thomas Tawan, qui se qualifient donc pour la demi-finale. Dans la troisième course, les premiers sont les Chinois Li Wenlong, Ren Ziwei, Sun Long et Wu Dajing, les seconds les Canadiens Pascal Dion, Charles Hamelin, Maxime Laoun et Jordan Pierre-Gilles. Les Américains (Adam Callister, Andrew Heo, Brandom Kim et Ryan Pivirotto), les Allemands (Yanghun Ben Jung, Adrian Lüdtke, Tobias Pietsch et Christoph Schubert) et les Singapouriens (Zen Sheng Sian Koh, Lucas Jun Jie Ng, Trevor Xu Xuan Tan et Jing Feng Xu) sont éliminés. Dans la dernière course, les Polonais (Rafal Anikiej, Lukasz Kuczynski, Michal Niewinski et Diané Sellier) souffrent d’une chute ; se qualifient les Hongrois (Peter Jaszapati, John-Henry Krueger et les frères Shaoang et Shaolin Sandor Liu) et les Néerlandais (Itzhak de Laat, Sjinkie Knegt, Sven Roes et Jens van ’t Wout) devant les Belges Stijn Desmet, Gert-Jan Goeminne, Ward Pétré et Rino Vanhooren.
Han Seung-soo est remplacé par Hwang Dae-heon pour la demi-finale, et les Coréens remportent leur course et passent en finale A. L’équipe néerlandaise se place deuxième. L’équipe de France, où Quentin Fercoq, blessé, est remplacé par Arthur Vanbesien, passe en finale B avec l’équipe de Russie. Dans l’autre demi-finale, l’équipe du Canada, chez qui Jordan Pierre-Gilles est remplacé par Steven Dubois, reçoit une pénalité pour avoir fait tomber les Italiens, chez qui Yuri Confortola a pris la place de Luca Spechenhauser. L’équipe italienne est repêchée en finale A aux côtés des Chinois et des Hongrois, qui ont remplacé Peter Jaszapati par Daniel Tiborcz.
Avec ces pénalités et repêchages, la finale B n’a que deux équipes, et les Russes, chez qui Vladimir Balbekov a remplacé Semen Elistratov, l’emportent d’un dixième de seconde sur les Français. En finale A, les Néerlandais, qui ont retrouvé Sjinkie Knegt prennent l’or devant les Hongrois, qui ont cette fois complété leur équipe fixe (John-Henry Krueger et les frères Liu) par Bence Nogradi. Les Coréens reçoivent un carton jaune, et les Italiens et les Chinois ne finissent pas la course en raison de chutes. Avec ce résultat, les Italiens prennet le bronze. C’est Wu Dajing qui trébuche pour l’équipe chinoise au vingt-troisième tour ; l’équipe italienne chute plus tard, tandis que les Chinois reprennent leur ascendant et rattrapent les Coréens. Or, Kim Dong-wook bloque le passage de Wu Dajing sur un passage de relais, alors qu’il n’est pas le patineur actif de l’équipe coréenne, ce qui justifie le carton jaune de l’équipe, tandis que la Chine se voit contrainte d’abandonner.

### Compétition féminine

#### 500 m
En préliminaires, Fan Kexin et Kristen Santos se qualifient pour les séries devant Shione Kaminaga, Gina Jacobs et Chang Hui. Elise Christie remporte sa manche devant la Russe Evgeniya Zakharova, Katrin Manoilova et Maja Ivandic. Qyu Chunyu et Elena Seregina passent en séries devant Patrycja Maliszewska, Yanan Khan et Alexandra Danneel. La quatrième manche voit la disqualification de Kathryn Thomson, tandis que Natalia Maliszewska et Florence Brunelle se qualifient devant Arianna Valcepina et Lisa Eckstein. Martina Valcepina remporte sa course devant Tifany Huot-Marchand, Hanne Desmet, Corinne Stoddard et Assel Taishmanova. Alyson Charles et Aurélie Monvoisin finissent devant Holly Hoyland et Anna Yakimova. Dans la course suivante, Xandra Velzeboer et Jana Dombrovskaya se qualifient ; Maame Biney fait tomber Sumire Kikuchi, avancée en séries par les juges. Kim Ji-yoo et Zsofya Konya se qualifient devant Lucia Filipova, Katarina Buric et Thanutchaya Chatthaisong. Petra Jaszapati remporte sa course devant Nikola Mazur, Selma Poutsma, Petra Rusnakova et Lam Ching Yan. Zhang Yuting et Arianna Fontana passent en séries devant Lee Yu-bin, Valentina Ascic et Yelyzaveta Sydorko. Barbara Somogyi chute dans la onzième course préliminaire, tandis que Kim Boutin et Alyona Volkovitskaya se qualifient devant Tineke den Dulk et Mariya Izafatava. Une chute de la Japonaise Moemi Kikuchi dans le premier virage fait recommencer l’avant-dernière course ; Yara van Kherkof se qualifie très aisément, et un accrochage fait tomber Aurélie Lévêque et Moemi Kikuchi, respectivement deuxième et troisième dans le dernier tour, ensemble pendant la course. Cette chute se solde par la disqualification d’Aurélie Lévêque et l’avancée de Kikuchi en séries par les juges, tandis que Petra Vankova prend la seconde place et Mariya Dolgopolova la troisième. Dans la dernière course préliminaire, Choi Min-jeong se place première devant Sofia Prosvirnova, Volha Talayeva et Diana Mykhalchuk. Les troisièmes arrivées au temps le plus bas se qualifient aussi pour les séries : il s’agit de Shione Kaminaga, Patrycja Maliszewska, Arianna Valcepina, Hanne Desmet, Lucia Filipova, Selma Poutsma et Lee Yu-bin.
Arianna Fontana remporte sa série devant Zhang Yuting, Petra Jaszapati, Evgeniya Zakharova et Lucia Filipova. Kim Ji-yoo gagne la sienne devant Martina Valcepina, Elena Seregina, Sumire Kikuchi et Petra Vankova. Dans la troisième série, Kristen Santos est disqualifiée pour faute tandis que Kim Boutin et Yara van Kerkhof se qualifient pour les quarts de finale devant Patrycja Maliszewska et Shione Kaminaga ; la course est arrêtée en raison d’une chute de Maliszewska, qui finit par se relever et participe à la seconde session. Fan Kexin et Alyson Charles se qualifient ensuite, devant Zsofia Konya, Tifany Huot-Marchand et Moemi Kikuchi. Xandra Velzeboer et Aurélie Monvoisin les rejoignent, battant Hanne Desmet, Elise Christie et Jana Dombrovskaya. L’avant-dernière série voit la victoire de Choi Min-jeong devant Qu Chunyu, Nikola Mazur, Arianna Valcepina et Alyona Volkovitskaya. Après un faux départ, la dernière course s’achève sur la victoire de Natalia Maliszewska devant Florence Brunelle, Sofia Prosvirnova, Selma Poutsma et Lee Yu-bin ; Maliszewska marque le temps le plus rapide de la journée et bat le record de Pologne avec un temps de 42 s 377. Kim Boutin et Kim Ji-yoo sont les deux seules patineuses à avoir remporté leur série au 500 mètres et au 1 500 mètres. Toutes les meilleures troisièmes passent également en quarts de finale, à l’exception de la plus lente, Hanne Desmet.
Choi Min-jeong et Fan Kexin sont les deux premières à se qualifier pour les demi-finales, éliminant Florence Brunelle, Yara van Kerkhof et Patrycja Maliszewska. Dans la deuxième course, Kim Boutin est disqualifiée, laissant la place à Arianna Fontana et Zhang Yuting, alors que les Hongroises Petra Jaszapati et Zsofia Konya finissent troisième et quatrième. Natalia Maliszewska remporte la troisième course devant Sofia Prosvirnova, Qu Chunyu, qui se qualifie grâce à son temps de 42 s 884, Nikola Mazur et Alyson Charles. Dans le dernier quart de finale, Xandra Velzeboer, Martina Valcepina et Kim Ji-yoo se qualifient, devant Elena Seregina et Aurélie Monvoisin.
Tout le monde continue son chemin après la première demi-finale : Choi Min-jeong et Martina Valcepina passent en finale A, Xandra Velzeboer, gênée, est avancée en finale A elle aussi, tandis que les Chinoises Zhang Yuting et Qu Chunyu passent en finale B. Dans la seconde demi-finale, Kim Ji-yoo, dernière de sa course, est éliminée ; Natalia Maliszewska et Arianna Fontana se qualifient pour la finale A, Fan Kexin et Sofia Prosvirnova pour la finale B.
En finale B, Fan Kexin l’emporte devant Sofia Prosvirnova, Qu Chunyu et Zhang Yuting. En finale A, la médaille d’or revient à Natalia Maliszewska devant Arianna Fontana, Choi Min-jeong, Xandra Velzeboer et Martina Valcepina. Valcepina, tombée, accroche Choi Min-jeong ; si cette dernière parvient à garder son équilibre et à finir la course, elle est blessée à la cheville, et s’est déjà fait mal au genou sur la distance précédente, ce qui la pousse à déclarer forfait pour le relais ainsi que pour la seconde manche de la compétition la semaine suivante.

#### 1 000 m
Dans la première course, Kim Boutin et Guo Yihan se qualifient devant Yuki Kikuchi, qui passe également en séries grâce à son temps, Zsofia Konya et Madina Zhanbusinova. Dans la seconde course préliminaire, trois patineuses sur quatre passent en séries : Choi Min-jeong, Hanne Desmet et Selma Poutsma, mais pas Petra Vankova. La troisième course voit la victoire de Kim Ji-yoo devant Sumire Kikuchi, Nikola Mazur, elle aussi qualifiée par son temps, et Holly Hoyland et Mariya Izafatava. Cynthia Mascitto remporte sa course devant Tifany Huot-Marchand, Michaela Hruzova, Valentina Ascic et Thanutchaya Chatthaisong. Dans la cinquième course préliminaire, Maja Ivandic est disqualifiée pour avoir fait tomber Yana Khan ; Zhang Yuting se place première devant Corinne Stoddard et Sara Luca Bacskai. Anna Vostrikova remporte sa course devant Courtney Sarault, Anna Seidel qui se qualifie au temps, Ami Hirai et Chang Hui. La septième course a aussi trois qualifiées, Suzanne Schulting, Arianna Fontana, Maame Biney, devant Mariya Dolgopolova et Katarina Buric. Sofia Prosvirnova remporte sa course préliminaire devant Olga Tikhonova ; elles battent la Bulgare Anna Yakimova, la Belge Tineke den Dulk et la patineuse slovaque Petra Rusnakova. Dans la neuvième course, Lee Yu-bin se qualifie avec Petra Jaszapati et Gina Jacobs ; Elise Christie et Uliana Dubrova sont éliminées. Florence Brunelle reçoit un penalty pour la course suivante, tandis qu’Aurélie Monvoisin est repêchée par les juges pour les séries ; Han Yu-tong et Lisa Eckstein se qualifient, et Kamila Stormowska est victime d’une chute. Dans la course suivante, scénario similaire : la Bulgare Katrin Manoilova est disqualifiée pour faute sur Lucia Filipova, de Slovaquie, qui est avancée, avec une qualification comfortable pour Ekaterina et Alexandra Danneel. Kristen Santos et Xandra Velzeboer passent en séries avec Gwendoline Daudet, autrice d’un des meilleurs troisièmes temps, éliminant Hanna Izafatava et Yelyzaveta Zydorko. Dans la dernière course, Natalia Maliszewska et Arianna Sighel se qualifient devant Kathryn Thomson, Volha Talayeva et Lam Ching-yan.
La première série voit une pénalité pour Natalia Maliszewska et l’avancement d’Arianna Fontana en quarts de finale, tandis que se qualifient Selma Poutsmah, Anna Vostrikova et Maame Biney, qui a fait un des meilleurs troisièmes temps. Dans la deuxième série, Kristen Santos l’emporte sur Zhang Yuting ; sont éliminées Sumire Kikuchi, Tifany Huot-Marchand et Lucia Filipova. Se qualifient ensuite Choi Min-jeong, Courtney Sarault, et Yuki Kikuchi au chronomètre ; Hanne Desmet et Anna Seidel ne passent pas en quarts de finale. Kim Boutin remporte sa course devant Han Yutong, Xandra Velzeboer repêchée au temps, Gwendoline Daudet et Alexandra Danneel. Suzanne Schulting remporte sa course devant Petra Jaszapati, Cynthia Mascitto, Nikola Mazur et Olga Tikhonova. Dans l’avant-dernière série, Kim Ji-yoo, Sofia Prosvirnova et Guo Yihan se qualifient devant Arianna Sighel et Gina Jacobs. Enfin, la dernière course voit aussi trois patineuses passer en quarts de finale : Lee Yu-bin, Aurélie Monvoisin et Efremenkova. Corinne Stoddard et Lisa Eckstein ne passent pas en quarts de finale.
Le premier quart de finale voit la qualification de Kim Ji-yoo et d’Ekaterina Efremenkova devant Selma Poutsma, Han Yutong et Yuki Kikuchi, tombée. Suzanne Schulting remporte sa course devant Arianna Fontana et Kim Boutin, qui se qualifie grâce à son temps ; Courtney Sarault et Petra Jaszapati sont éliminées. Choi Min-jeong ne se présente pas au départ de sa course, qui se joue donc entre quatre patineuses ; Xandra Velzeboer et Sofia Prosvirnova se qualifient avec Anna Vostrikova, meilleur troisième temps, éliminant Guo Yihan. La dernière course voit la chute de Lee Yu-bin et de Maame Biney et aucune ne finit la course, ce qui laisse Kristen Santos et Zhang Yuting se qualifier devant Aurélie Monvoisin.
Dans la première demi-finale, Kim Ji-yoo l’emporte sur Arianna Fontana et Xandra Velzeboer les rejoint en finale A, ayant fait un meilleur temps que sa rivale de la seconde course. Restent Zhang Yuting et Kim Boutin qui passent en finale B. La deuxième course voit la qualification de Suzanne Schulting et Kristen Santos en finale A et des Russes Ekaterina Efremenkova, Anna Vostrikova et Sofia Prosvirnova en finale B.
La finale B voit l’emporter le triplé russe Ekaterina Efremenkova, Sofia Prosvirnova et Anna Vostrikova devant Zhang Yuting et Kim Boutin. En finale A, Xandra Velzeboer est victime d’une chute. Suzanne Schulting gagne l’or après avoir fait toute la course en tête du groupe, Kim Ji-yoo l’argent et Kristen Santos le bronze, devant Arianna Fontana.

#### 1 500 m
Dans le premier quart de finale, Aurélie Monvoisin et Lam Ching Yan sont disqualifiées, tandis que Yuki Kikuchi, victime d’une chute après un contact avec Monvoisin, est repêchée. Courtney Sarault remporte la course et se qualifie avec Uliana Dubrova, devant Maja Ivandic et Gwendoline Daudet, qui est aussi tombée. Zhang Yuting et Tifany Huot Marchand se qualifient devant Gina Jacobs, Lucia Filipova, Katsiaryna Chystaya, Thanutchaya Chatthaisong et Petra Rusnakova. Han Yutong remporte sa course devant Kristen Santos, Vera Rasskazova, Sumire Kikuchi, Ami Hirai, Katrin Manoilova et Tineke den Dulk. Dans la course suivante, Choi Min-jeong et Lee Yu-bin se qualifient devant Xandra Velzeboer, Rianne de Vries, Holly Hoyland et Hanna Izafatava, tandis que l’Allemande Lisa Eckstein est disqualifiée. Kim Ji-yoo remporte sa course devant Cynthia Mascitto, Michaela Hruzova, Julie Letai, Maja Somodi, Anna Yakimova et Petra Vankova, victime d’une chute. Kim Boutin remporte sa course devant Gloria Ioriatti, Rebeka Sziliczei-Nemet, Olga Tikhonova, Kathryn Thomson, Alexandra Danneel et Diana Mykhalchuk. Dans l’avant-dernier quart de finale, Anna Vostrikova et Anna Seidel se qualifient. Corinne Stoddard est troisième, mais est avancée en raison d’une disqualification de Camille de Serres-Rainville, tandis que Suzanne Schulting et Madina Zhanbusinova chutent et que la Croate Katarina Buric se place quatrième. Enfin, Arianna Fontana et Petra Jaszapati se qualifient devant Kamila Stormowska, Elise Christie, Magdalena Warakomska et Valentina Ascic, toutes dans la même demi-seconde, devant Chang Hui. La meilleure troisième au chronomètre, Xandra Velzeboer, passe également en demi-finale.
Les deux premières de chaque demi-finale, ainsi que la meilleure troisième, passent en finale A, tandis que les deux suivantes et la meilleure quatrième ou cinquième passent en finale B du 1500 mètres. Dans la première demi-finale, Lee Yu-bin et Zhang Yuting se qualifient pour la finale A, alors que les Italiennes Arianna Fontana et Cynthia Mascitto rejoignent Anna Vostrikova, meilleure cinquième, en finale B. Gloria Ioriatti et Yuki Kikuchi sont éliminées. Dans la deuxième course, Kim Ji-yoo et Kristen Santos passent en finale A, Hanne Desmet et Han Yutong en finale B, Ekaterina Efremenkova, Corinne Stoddard et Petra Jaszapati sont éliminées. Enfin, dans la dernière course, l’Ukrainienne Uliana Dubrova est victime d’une chute et Xandra Velzeboer est dernière de sa course en dehors d’elle ; Choi Min-jeong, Courtney Sarault et Kim Boutin, meilleure troisième, passent en finale A tandis que Tifany Huot-Marchand et Anna Seidel passent en finale B.
En finale B de la compétition, Tifany Huot-Marchand reçoit une pénalité et Arianna Fontana chute. La course est remportée par la Belge Hanne Desmet devant Cynthia Mascitto, Anna Seidel, Han Yutong et Anna Vostrikova. Kim Ji-yoo est responsable de la chute de sa compatriote dans le dernier virage de la course, alors que Choi est en tête de la course ; elle reçoit un carton jaune et Choi ne finit pas la course. Elle est blessée au genou et à la cheville et déclare forfait pour la manche suivante de la coupe du monde,. Le classement se compose de Lee Yu-bin, Courtney Sarault, Kristen Santos, Zhang Yuting et Kim Boutin.

#### Relais féminin
Ekaterina Efremenkova, Sofia Prosvirnova, Vera Rasskazova et Anna Vostrikova, qui représentent la Russie, remportent le premier quart de finale devant les Coréennes (Kim Alang, Lee Yu-bin, Park Ji-yun et Seo Whi-min). Les Kazakhes Yana Khan, Olga Ikhonova, Alyona Volkovitskaya et Madina Zhanbusinova ne se qualifient pas, non plus que les Ukrainiennes Mariya Dolgopolova, Uliana Dubrova, Diana Mykhalchuk et Yelyzaveta Sydorko. Les Chinoises (Fan Kexin, Han Yutong, Qu Chunyu et Zhang Yuting) gagnene leur course devant les Italiennes Arianna Fontana, Cynthia Mascitto et les sœurs Arianna et Martina Valcepina. Les Hongroises Sara Luca Bacskai, Petra Jaszapati, Zsofia Konya et Reveka Sziliczei-Nemet ne se qualifient pas, et les Britanniques Elise Christie, Holly Hoyland, Isabelle Roberts et Kathryn Thomson arrivent dernières après une chute. Dans la troisième course, les Néerlandaises (Selma Poutsma, Suzanne Schulting, Yara van Kerkhof et Xandra Velzeboer) l’emportent haut la main sur les Françaises Gwendoline Daudet, Tifany Huot-Marchand, Aurélie Lévêque et Aurélie Monvoisin, elles-mêmes loin devant les Shione Kaminaga et les sœurs Moemi, Sumire et Yuki Kikuchi qui représentent le Japon. Dans la dernière course, les Biélorusses (Katsiaryna Chystaya, Jana Dombrovskaya et les sœurs Hanna et Mariya Izafatava) reçoivent un carton jaune ; Maame Biney, Julie Letai, Kristen Santos et Corinne Stoddard gagnent la course pour les États-Unis devant les Canadiennes Kim Boutin, Florence Brunelle, Camille de Serres-Rainville et Courtney Sarault. Arrivées troisièmes, les Polonaises Natalia Maliszewska, Nikola Mazur, Kamila Stormowska et Gabriela Topolska se qualifient pour les demi-finales au temps.
Dans la première demi-finale, les Néerlandaises s’offrent un record du monde en 4 min 2 s 809, loin devant les Italiennes chez qui Arianna Valcepina est remplacée par Arianna Sighel. Les deux équipes passent en finale A. De leur côté, les Américaines passent en finale B avec les Polonaises, qui sont tombées. L’équipe de France reçoit une pénalité pour faute. Dans la seconde course, les Coréennes, chez qui Lee Yu-bin est remplacée par Kim Ji-yoo, et les Chinoises passent en finale A, les Canadiennes et les Russes en finale B.
En finale B, les Américaines battent les Canadiennes, les Russes (qui ont remplacé Vera Rasskazova par Elena Seregina) et les Polonaises. L’équipe de Chine remporte cette manche de la Coupe du monde devant les Néerlandaises, les Chinoises et les Italiennes, chez qui les sœurs Valcepina sont de retour. Les Chinoises commencent en dernière position ; au cinquième tour, elles passent troisièmes, puis secondes au dix-huitième tour avec un dépassement de Fan Kexin. Les Chinoises et les Néerlandaises trébuchent dans le dernier virage avec un contact accidentel, qui n’est pas pénalisé par les juges, et les coureuses passent la ligne d’arrivée en perdant l’équilibre.

### Relais mixte
Le premier quart de finale du relais mixte, le 21 octobre, voit la victoire de la Corée du Sud, représentée par Hwang Dae-heon, Kim Alang, Kim Ji-yoo et Kwak Yoon-gy, avec un record du monde à 2 min 38 s 451, devant le Canada (Danaé Blais, Alyson Charles, William Dandjinou et Jordan Pierre-Gilles), la Belgique (Tineke den Dulk, Stijn et Hanne Desmet et Ward Pétré), le Kazakhstan (Abzal Azhgaliyev, Yana Khan, Denis Nikisha et Madina Zhanbusinova) et la République Tchèque (Radek Fajkus, Michaela Hruzova, Zdenek Sejpal et Petra Vankova). La deuxième course est remportée par la Hongrie (Sara Luca Bacskai, Petra Jaszapati, et les frères Shaoang et Shaolin Sandor Liu) en 2 min 38 s 898 devant la France (Quentin Fercoq, Sébastien Lepape, Tifany Huot-Marchand et Aurélie Monvoisin), également qualifiée pour les demi-finales devant la Russie (Ekaterina Efremenkova, Konstantin Ivliev, Pavel Sitnikov et Anna Vostrikova) et la Biélorussie (Heorhi Arlou, Hanna et Mariya Izafatava et Mikita Mihdaliou). L’Ukraine, dont les patineurs sont Mariya Dolgopolova, Oleh Handei, Nikita Nemiro et Yelyzaveta Sydorko, reçoit un carton jaune et est éliminée de la compétition. Les Pays-Bas (Itzhak de Laat, Jens van ’t Wout, Selma Poutsma et Suzanne Schulting) remportent leur course en 2 min 38 s 094, battant le record du monde établi quelques minutes plus tôt, devant le Japon (Shione Kaminaga, Kazuki Yoshinaga et Kota et Sumire Kikuchi), la Pologne (Lukasz Kuczynski, Natalia Maliszewska, Michal Niewinski, Kamila Stormowska) et l’Allemagne (Gina Jacobs, Yanghun Ben Jung, Christoph Schubert et Anna Seidel), tandis que la Bulgarie (Dimitar Georgiev, Lubomir Kalchev, Katrin Manoilova et Anna Yakimova) chute et reçoit elle aussi un carton jaune. La Chine établit le dernier record du monde de la journée en 2 min 37 s 747 avec pour équipe Fan Kexin, Qu Chunyu, Ren Ziwei et Wu Dajing,, devant l’Italie (Andrea Cassinelli, Arianna Fontana, Martina Valcepina et Pietro Sighel) qui bat son record national en 2 min 37 s 861, les États-Unis (Andrew Heo, Brandon Kim, Kristen Santos, Corinne Stoddard), la Grande-Bretagne (Elise Christie, Kathryn Thomson et les frères Farrell et Niall Treacy) et la Croatie, dont les patineurs sont Valentina Ascic, Katarina Buric, Martin Kolenc et Ivan Martinic,.
Dans la première demi-finale, l’équipe de Corée du Sud, où Hwang Dae-heon est remplacé par Kim Dong-wook, établit à nouveau un record du monde, cette fois en 2 min 35 s 951, devant le relais néerlandais. Les Canadiens, chez qui Danaé Blais a laissé la place à Camille de Serres-Rainville, et les Français, chez qui Quentin Fercoq blessé est remplacé par Tristan Navarro, se qualifient pour la finale B. Dans la seconde demi-finale, l’Italie et la Chine se qualifient ensemble pour la finale A, tandis que l’équipe de Hongrie (où Sara Luca Bacskai a laissé la place à Rebeka Sziliczei-Nemet) et celle du Japon, chez qui Shione Kaminaga et Kazuki Yoshinaga sont remplacés par Yuki Kikuchi et Keita Watanabe, passent en finale B.
La France reçoit une pénalité en finale B. L’équipe du Japon, chez qui Kazuki Yoshinaga a retrouvé sa place et remplacé Kota Kikuchi, remporte cette course ; la Hongrie, qui remplace Rebeka Sziliczei-Nemet par Zsófia Kónya, finit devant le Canada où Maxime Laoun a pris la place de Jordan Pierre-Gilles, les deux équipes ayant été victimes d’une chute. Dans la finale A, les Italiens tombent. L’équipe de Chine l’emporte sur celle des Pays-Bas, elle-même devant les Sud-Coréens ; les Chinois sont en première position de la course dès la fin du premier virage.

## Deuxième manche à Nagoya
La deuxième manche de la coupe du monde se déroule au Nippon Gaishi Hall.

### Participants
Choi Min-jeong se blesse le genou et la cheville à Pékin et déclare forfait sur la manche de Nagoya.

### Compétition masculine

#### 500 mètres
Dans la première course préliminaire, Jordan Pierre-Gilles et Reinins Berzins se qualifient pour les séries, devant Lubomir Kalchev et Sidney Chu, tandis que Martin Kolenc chute et ne se qualifie pas. Dans la seconde course, Maxime Laoun, troisième, se qualifie au temps, derrière Ren Ziwei et Kwak Yoon-gy et devant Jonathan Moody et Ivan Martinic. La troisième course voit la qualification de Daniil Eibog, Vladislav Bykanov et Park Jang-hyuk devant Brandon Kim et Murat Tahtaci. L'Irlandais Liam O'Brien est disqualifié pour avoir gêné Nico Andermann, qui n'est pas avancé ; restent Wu Dajing et Oleh Handei, qualifiés pour les séries, et Su Jun-Peng, éliminé. Dans la course suivante, Xu Jing Feng chute et ne finit pas la course. Hwang Dae-heon, Roberts Kruzbergs et Sui Xin se qualifient pour les séries devant Dominic Andermann. Furkan Akar est disqualifié pour avoir fait chuter Adriaan Dewagtere, éliminé comme Denys Iofin ; Pavel Sitnikov et Lukasz Kuczynski passent au tour suivant. Shaoang Liu et Katsunori Koike se qualifient devant Nicolas Laborde et Heorhi Arlou, tandis qu'Ethan Tracy tombe et ne finit pas la course. Shaolin Sandor Liu et Ryan Pivirotto passent en séries devant Christoph Schubert, Tarik Omeragic et Zdenek Sejpal. Kota Kikuchi et Quentin Fercoq se qualifient devant Ethan de Rose, Dimitar Georgiev et Edin Brankovic. Dans la coure suivante, Julian Macaraeg chute seul et ne finit pas sa course ; Jens van't Wout, Stijn Desmet et Thomas Nadalini, d'Italie, se qualifient devant Sean McAnuff. C'est ensuite au tour de Konstantin Ivliev et Andrea Cassinelli de s'assurer une place en séries, éliminant Clayton de Clemente, Danylo Fedorenko et Trevor Xu Xuan Tan, victime d'une chute. Abzal Azhgaliyev et Keanu Blunden, d'Australie, se qualifient ensuite devant Gert-Jan Goeminne et Thibault Metraux, alors que l'Allemand Yanghun Ben Jung tombe et abandonne. Dans la course suivante, Denis Nikisha l'emporte sur Tristan Navarro. Ne se qualifient pas Michal Niewinski, ni les deux patineurs tombés, Niall Treacy et Radek Fajkus. Melle van't Wout et Diané Sellier se qualifient devant Akash Aradhya et Lucas Jun Jie Ng ; Lin Chun-Chieh reçoit une pénalité. Dylan Hoogerwerf, Pietro Sighel et Yu Songnan se qualifient devant Brendan Corey et Matthias Wolfgang, puis Adil Galiakhmetov, Steven Dubois et Teppei Kikuchi prennent leur place devant Mikita Mihdaliou et Kwok Tsz-fung. Dans la dernière course préliminaire, John-Henry Krueger bat Sébastien Lepape, et Tunay Simsek, Liao Wei-cheng et Tobias Pietsch sont éliminés.
Stijn Desmet, Jens van't Wout et Yu Songnan se qualifient dans la première course, devant Reinis Berzins et Daniil Eibog. Dans la seconde série, Steven Dubois, Abzal Azhgaliyev et Wu Dajing passent en quarts de finale devant Sui Xin et Oleh Handei. C'est ensuite au tour de Hwang Dae-heon et Shaolin Sandor Liu de s'assurer une place en quarts de finale, devant Sébastien Lepape, Roberts Kruzbergs et Keanu Blunden. Dans la quatrième course, Ren Ziwei, John-Henry Krueger et Melle van't Wout se qualifient, mais pas Quentin Fercoq ni Diané Sellier. Tristan Navarro, blessé, ne se présente pas au départ de sa course, et Jordan Pierre-Gilles est disqualifié pour faute ; restent Andrea Cassinelli, Konstantin Ivliev et Teppei Kikuchi, dont les deux premiers continuent la compétition. Shaoang Liu, Kwak Yoon-gy et Maxime Laoun se qualifient devant Ryan Pivirotto et Kota Kikuchi. Dans l'avant-dernière course, Denis Nikisha l'emporte sur Pavel Sitnikov, éliminant Thomas Nadalini, Lukasz Kuczynski et Vladislav Bykanov. Enfin, la dernière course voit la qualification de Katsunori Koike et Dylan Hoogerwerf devant Park Jang-hyuk, Adil Galiakhmetov et Pietro Sighel.
Dans le premier quart de finale, Steven Dubois l'emporte sur Denis Nikisha. Shaolin Sandor Liu est gêné par Yu Songnan et arrive troisième : Yu est disqualifié et Liu avancé en demi-finales par les juges. Jens van 't Wout termine son parcours en quarts de finale. Dans la seconde course, Abzal Azhgaliyev et Ren Ziwei se qualifient devant Wu Dajing, Kwak Yoon-gy et Stijn Desmet. La troisième course voit la disqualification pour faute de Melle van 't Wout, qui a gêné John-Henry Krueger ; ce dernier est avancé par les juges aux côtés de Hwang Dae-heon et Dylan Hoogerwerf. Katsunori Koike est éliminé. Enfin, dans la dernière course, Shaoang Liu et Pavel Sitnikov s'assurent une place en demi-finale, éliminant Maxime Laoun, Konstantin Ivliev et Andrea Cassinelli.
Dans la première demi-finale, Denis Nikisha et Steven Dubois passent en finale A et les frères Liu, Shaolin Sandor en tête, passent en finale B. Dylan Hoogerwerf, cinquième, est éliminé. Dans la deuxième demi-finale, Hwang Dae-heon et Ren Ziwei l'emportent tandis que Pavel Sitnikov et John-Henry Krueger se qualifient pour la finale B, et Abzal Azhgaliyev ne passe pas en phase finale.
Shaoang Liu remporte la finale B en 41 s 851 devant Pavel Sitnikov, Shaolin Sandor Liu, et John-Henry Krueger. Steven Dubois, arrivé troisième de la finale A, est disqualifié pour avoir gêné Denis Nikisha en finale ; Nikisha prend donc le bronze derrière Hwang Dae-heon et Ren Ziwei.

#### 1 000 mètres
En courses préliminaires, Park Jang-hyuk est le premier à se qualifier devant Yerkebulan Shamukhanov. Dimitar Georgiev est disqualifié, et Nicolas Laborde et Rafal Anikiej éliminés. An Kai et Rino Vanhooren se qualifient ensuite devant Keanu Blunden, Dominic Andermann et Heorhi Arlou. Dans la troisième course, trois patineurs se qualifient : Pascal Dion, Luca Spechenhauser et Muhammed Emir Han, auteur d'un des meilleurs troisièmes temps. Michal Niewinski et Sean McAnuff sont éliminés. Farrell Treacy se qualifie devant Semen Elistratov, Diané Sellier, Liam O'Brien et Trevor Xu Xuan Tan. Kazuki Yoshinaga ne finit pas sa course en raison d'une chute ; restent Vladimir Balbekov et Denis Nikisha, qualifiés, et Furkan Akar et Tarik Omeragic, éliminés. Dans la course suivante, Shaolin Sandor Liu et Adrian Lüdtke se qualifient, ainsi que Nico Andermann, auteur d'un meilleur troisième temps, devant Kwok Tsz-Fung et Akash Aradhya. Ryan Pivirotto et Stijn Desmet se qualifient devant Tawan Thomas, Julian Macaraeg et Lin Chun-Chieh. Jens van't Wout remporte sa course devant John-Henry Krueger, Denis Ayrapetyan, Lubomir Kalchev et Vladyslav Nemiro. Su Jun-peng ne finit pas sa course, et Lucas Jun Jie Ng finit dernier, tandis que Roberts Kruzbergs, Sébastien Lepape et Radek Fajkus passent tous trois en séries ; c'est ensuite au tour de Steven Dubois et Andrew Heo, alors qu'Oleh Handei reçoit un carton jaune et que Christoph Schubert et Ivan Martinic sont éliminés. Dans la onzième course préliminaire, Metehan Atan, de la Turquie, reçoit une pénalité ; Vladislay Bykanov et Brandom Kim se qualifient devant Yanghun Ben Jung et Jing Feng Xu. Thibault Métraux est victime d'une chute dans une course où se qualifient Hwang Dae-heon, Sun Long et Niall Treacy, mais pas Ethan de Rose. Martin Kolenc est disqualifié de la treizième course, Sjinkie Kegt et Ren Ziwei passent en séries, et Zdenek Sejpal et Sidney K Chu sont éliminés. Dans la quatorzième course préliminaire, Shaoang Liu l'emporte sur Brendan Corey, Nurtilek Kazhgali, Mikita Mihdaliou et Liao Wei-Cheng. Reinis Berzins est disqualifié dans sa course et Sui Xin est éliminé, alors que Kwak Yoon-gy, Pietro Sighel et Itzhak de Laat passent en séries. Keita Watanabe et Quentin Fercoq se qualifient devant Gerg-Jan Goeminne, Edin Brankovic et Matthias Wolfgang. Enfin, dans la dernière course, Charles Hamelin, Andrea Cassinelli et Shōgo Miyata se qualifient en séries devant Jonathan Moody et Danylo Fedorenko.
Hwang Dae-heon remporte sa série devant Ryan Pivirotto. Stijn Desmet, victime d'une faute de Yerkebulan Shamukhanov, est avancé par les juges en quarts de finale tandis que Shamukhanov est disqualifié, et Farrell Trecy finit dernier, cinq millièmes de seconde derrière Desmet. Kwak Yoon-gy remporte sa course devant Sjinkie Knegt et Rino Vanhooren ; Andrea Cassinelli est disqualifié pour avoir gêné Shōgo Miyata, avancé par les juges. Dans la troisième course, Pietro Sighel gêne Itzhak de Laat, et les juges disqualifient le premier et avancent le second ; Vladimir Balbekov et John-Henry Krueger se qualifient devant Keita Watanabe. Semen Elistratov et Brandon Kim se qualifient, Park Jang-hyuk est avancé en raison d'une faute de Sun Long, disqualifié, et Roberts Kruzbergs est éliminé. Dans la cinquième série, Pascal Dion l'emporte sur Jens van't Wout, Adrian Lüdtke, Muhammed Emir Han et Andrew Heo. Dans la sixième course, Charles Hamelin est disqualifié pour avoir gêné Sébastien Lepape, avancé par les juges, tandis que Ren Ziwei et Vladislav Bykanov se qualifient devant Niall Treacy. Liu Shaoang se qualifie avec Brendan Corey, devant Steven Dubois, Nico Andermann et Luca Spechenhauser, tombé. Enfin, An Kai et Shaolin Sandor Liu passent en quarts de finale, contrairement à Denis Nikisha, Quentin Fercoq et Radek Fajkus.
En quarts de finale, Hwang Dae-heon, favori de la distance, doit s’interrompre pour raisons médicales. Dans la première course, John-Henry Krueger est disqualifié pour avoir fait tomber Shaoang Liu, qui ne finit pas la course, tandis que se qualifient Itzhak de Laat, Jens van't Wout et Pascal Dion, meilleur troisième temps. Kwak Yoon-gy se qualifie avec Brandon Kim dans la deuxièem course, devant Semen Elistratov ; Ryan Pivirotto gêne Sébastien Lepape, à nouveau repêché par les juges. Dans la troisième course, Ren Ziwei et Sjinkie Knegt se qualifient devant Vladimir Balbekov, Shōgo Miyata et Brendan Corey. Dans la dernière course, les cinq participants passent la ligne d'arrivée à moins d'une demi-seconde d'écart entre le premier et le dernier ; Park Jang-hyuk et Shaolin Sandor Liu éliminent Vladislav Bykanov, Stijn Desmet et An Kai.
Dans la première demi-finale, Park Jang-hyuk est disqualifié pour faute. Ren Ziwei et Shaolin Sandor Liu passent en finale A et Sjinkie Knegt et Sébastien Lepape passent en finale B. Dans la seconde course, Kwak Yoon-gy reçoit une pénalité pour avoir gêné Itzhak de Laat, qui passe en finale A à la décision des juges aux côtés de Brandon Kim et Pascal Dion ; reste Jens van't Wout, qui passe en finale B.
En finale B, Sjinkie Knegt l'emporte sur son compatriote néerlandais Jens van't Wout, avec Sébastien Lepape en troisième position. En finale A, à deux tours de la ligne d’arrivée, Shaolin Sandor Liu tombe en essayant de dépasser Ren Ziwei, qui gagne la course. Derrière lui, Itzhak de Laat s'assure la médaille d'argent et Pascal Dion le bronze. Avec cette performance couplée à celle de la semaine précédente, Pascal Dion mène le classement sur cette distance. Brandon Kim est quatrième, devant Liu.

#### 1 500 mètres
Park Jang-hyuk remporte sa première série devant Sjinkie Knegt et Keita Watanabe, qualifié en quarts de finale en étant un des meilleurs troisièmes temps. Oleh Handei, Muhammed Emir Han et Matthias Wolfgang sont éliminés. Dans la deuxième série, Denis Ayrapetyan, Brandon Kim et Quentin Fercoq se qualifient devant Nico Andermann, Ward Pétré et Sean McAnuff. Gert-Jan Goeminne est disqualifié de la troisième course pour faute sur Adrian Lüdtke, qui est avancé par les juges malgré sa troisième place ; il est derrière Kim Dong-wook et Farrell Treacy et devant Nicolas Laborde et Edin Brankovic. Ethan de Rose chute dans sa course et ne la finit pas ; restent Charles Hamelin, devant Kazuki Yoshinaga et Radek Fajkus, eux-mêmes éliminant Metehan Atan et Heorhi Arlou de la compétition. Sun Long, John-Henry Krueger et Niall Treacy se qualifient pour les quarts de finale devant Dominic Andermann et Julian Macaraeg, tombé ; Lubomir Kalchev est disqualifié pour faute. Pascal Dion remporte sa course devant Andrew Heo, Furkan Akar, Thibault Metraux, Mikita Mihdaliou et Dimitar Georgiev. Sven Roes, Nurtilek Kazhgali et Michal Niewinski se qualifient devant Keanu Blunden, Sidney Chu et Nikita Nemiro. Dans la course suivante, Tristan Navarro cause la chute de Stijn Desmet et Reinis Berzins, tous les deux avancés par les juges ; Tommaso Dotti et Diané Sellier se qualifient devant Trevor Xu Xuan Tan. Hwang Dae-heon remporte sa course devant An Kai et Christoph Schubert, éliminant Mersaid Zhaxybayev, Sui Xin et Lucas Jun Jie Ng. La course suivante voit la disqualification de Peter Jaszapati qui gêne Liam O'Brien, avancé par les juges. Ren Ziwei, Vladimir Balbekov et Ryan Pivirotto se qualifient devant Yerkebulan Shamukhanov. Vladislav Bykanov, Shōgo Miyata et Brendan Corey se qualifient devant William Dandjinou, Jonathan Moody et Tarik Omeragic. Shaoang Liu et Zdenek Sejpal se qualifient devant Martin Kolenc, Kwok Tsz-Fung, Itzhak de Laat et Lin Chun-chieh. Dans l'avant-dernière course, Sébastien Lepape prend la première place devant Yuri Confortola ; Robin Bendig, Su Jun-peng, Ivan Martinic et Xu Jing Feng sont éliminés. Dans la dernière course, les trois qualifiés sont Semen Elistratov, Roberts Kruzbergs et Lucas Spechenhauser, devant Rafal Anikiej, Vladyslav Nemiro et Liao Wei-cheng.
Dans la première demi-finale, les Coréens Hwang Dae-heon et Park Jang-hyuk se qualifient pour la finale A devant l’Américain Ryan Pivirotto et le Japonais Kazuki Yoshinaga, qui passent en finale B. Sont éliminés Keita Watanabe, Quentin Fercoq et Vladimir Balbekov. Dans la deuxième course, Shōgo Miyata reçoit une pénalité pour avoir gêné Pascal Dion, qui est avancé en finale A aux côtés de Sun Long et de Sjinkie Knegt. Tommaso Dotti et Reinis Berzins passent en finale B, et Denis Ayrapetyan est éliminé. Semen Elistratov et Yuri Confortola sont les deux qualifiés de la troisième et dernière demi-finale. Vladislav Bykanov, qui a fait toute la course en tête, John-Henry Krueger et Stijn Desmet, troisième meilleur temps, passent en finale B. Charles Hamelin est éliminé, comme Sven Roes, victime d’une chute.
Yuri Confortola démarre à toute vitesse au début de la finale, ce qui est très inhabituel sur le 1500 mètres, et ses concurrents pris par surprise ne cherchent pas à le rattraper. Il remporte à l’occasion la première médaille d’or en coupe du monde de sa carrière, après plus de quinze ans de participation au circuit mondial. Hwang Dae-heon prend le bronze devant Sun Long. Le Canadien Steven Dubois commence la course en tête, mais perd son élan en milieu de course ; à un tour et demi de l’arrivée, il fait tomber Denis Nikisha, ce qui lui vaut une disqualification.

#### Relais
Dans le premier quart de finale, la Russie (Daniil Eibog, Semen Elistratov, Konstantin Ivliev et Pavel Sitnikov) et l'Italie (Andrea Cassinelli, Yuri Confortola, Tommaso Dotti et Pietro Sighel) se qualifient loin devant la France (Quentin Fercoq, Sébastien Lepape, Tawan Thomas et Arthur Vanbesien) et le Royaume-Uni (les frères Ethan, Farrell et Niall Treacy et Westley Yates). L'équipe turque (Furkan Akar, Metehan Atan, Muhammed Emir Han et Murat Tahtaci) reçoit un carton jaune. Dans la seconde course, la Corée du Sud (Han Seung-Soo, Hwang Dae-heon, Kwak Yoon-gy et Park In-wook) et le Japon (Kota Kikuchi, Shōgo Miyata, Keita Watanabe, Kazuki Yoshinaga) l'emportent sur le Kazakhstan (Abzal Azhgaliyev, Adil Galiakhmetov, Denis Nikisha et Mersaid Zhaxygbayev), l'Ukraine (Danylo Fedorenko, Oleh Handei, Nikita et Vladyslav Nemiro) et l'Autriche (les frères Dominic et Nico Andermann, Heinrich Liu et Matthias Wolfgang). La troisième course voit la qualification du Canada (Pascal Dion, Steven Dubois, Charles Hamelin et Jordan Pierre-Gilles) devant les Pays-Bas (Itzhak de Laat, Sjinkie Knegt, Sven Roes et Jens van't Wout), tandis que la Belgique (Stijn Desmet, Gert-Jan Goeminne, Ward Pétré et Rino Vanhooren), l'Allemagne (Robin Bendig, Christoph Schubert, Yanghun Ben Jung et Adrien Lüdtke) et Singapour (Lucas Jun Jie Ng, Trevox Xu Xuan Tan, Jing Feng Xu et Zen Sheng Sian Koh) sont éliminés. Dans la dernière course, la Chine (An Kai, Li Wenlong, Sun Long, Wu Dajing) et la Hongrie (John-Henry Krueger, Shaoang Liu, Bence Nogradi et Peter Jaszapati) se qualifient devant les États-Unis (Adam Callister, Andrew Heo, Brandon Kim et Ryan Pivirotto) et la Pologne (Pawel Adamski, Lukasz Kuczynski, Michal Niewinski, Diané Sellier).
Dans la première demi-finale, la Chine, qui a remplacé An Kai par Ren Ziwei et Li Wenlong par Yu Songnan, l'emporte sur la hongrie, où Shaolin Sandor Liu prend la place de Peter Jaszapati. L'équipe d'Italie est avancée en finale A par les juges ; dernière, l'équipe de Russie passe en finale B. Au cours de la seconde course, l'équipe néerlandaise reçoit une pénalité pour faute. Restent la Corée du Sud (où Han Seung-Soo et Hwang Dae-heon sont remplacés par Kim Dong-wook et Park Jang-hyuk) et le Canada qui passent en finale A, et le Japon en finale B.
La Russie gagne la finale B devant le Japon. En finale A, l’équipe de Chine (où Yu Songnan laisse à nouveau la place à Li Wenlong) fait toute la course en avant du peloton ; dans le dernier virage, Steven Dubois prend l’extérieur pour un dépassement, et finit quelques millimètres devant les Chinois, la course étant départagée au photo finish. La Hongrie arrive troisième, devant l'Italie et la Corée du Sud, victime d'une chute.

### Compétition féminine

#### 500 mètres
Kim Boutin fait le meilleur temps des séries en 43.211.
Arianna Fontana double Natalia Maliszewska dans l’avant-dernier tour et elles s’offrent respectivement l’or et l’argent sur cette distance.

#### 1 000 mètres
Kristen Santos remporte la première médaille d’or de sa carrière.

## Coupe du monde à Debrecen
En finale du 1000 mètres, Steven Dubois prend l'avantage à deux tours de l'arrivée, mais Jordan Pierre-Gilles et lui se rentrent dedans lors d'une tentative de dépassement. Pierre-Gilles est disqualifié et Hwang Dae-heon les dépasse pendant qu'ils tentent de reprendre l'équilibre ; Itzhak de Laat finit troisième. Niall Treacy prend la quatrième place dans la première finale A de sa carrière.
En finale du relais masculin, Charles Hamelin dépasse les adversaires à huit tours de la ligne d'arrivée, et ils conservent leur première place jusqu'à la fin de la distance. Au trente-troisième tour, les Italiens tombent.
En demi-finale du 1000 mètres, Arianna Fontana arrive troisième de sa course, un résultat transformé en pénalité.
En finale, Aurélie Monvoisin chute et se fracture le tibia-péroné.
En demi-finale du relais mixte, les Italiens sont disqualifiés pour faute. Au relais mixte, l'équipe de France, où Gwendoline Daudet remplace Aurélie Monvoisin blessée, prend la médaille de bronze. Daudet remplace également Monvoisin en demi-finales. La Chine remporte la course devant le Canada.

## Résultats

### Coupe du monde à Pékin
La coupe du monde à Pékin est organisée au Capital Indoor Stadium.
| Distance       | Gagnant                                                          | Second                                                                  | Troisième                                                            |
| 500 m          | Shaolin Sándor Liu                                               | John-Henry Krueger                                                      | Denis Nikisha                                                        |
| 1 000 m        | Hwang Dae-heon                                                   | Semen Elistratov                                                        | Pascal Dion                                                          |
| 1 500 m        | Semen Elistratov                                                 | Adil Galiakhmetov                                                       | An Kai                                                               |
| 5 000 m relais | Pays-Bas Itzhak de Laat Sjinkie Knegt Sven Roes Jens van ’t Wout | Hongrie John-Henry Krueger Shaolin Sándor Liu Shaoang Liu Bence Nogradi | Italie Tommaso Dotti Andrea Cassinelli Yuri Confortola Pietro Sighel |

| Distance       | Gagnante                                         | Seconde                                                                    | Troisième                                                 |
| 500 m          | Natalia Maliszewska                              | Arianna Fontana                                                            | Choi Min-jeong                                            |
| 1 000 m        | Suzanne Schulting                                | Kim Ji-yoo                                                                 | Kristen Santos                                            |
| 1 500 m        | Lee Yu-bin                                       | Courtney Sarault                                                           | Kristen Santos                                            |
| 3 000 m relais | Chine Fan Kexin Guo Yihan Qu Chunyu Zhang Yuting | Pays-Bas Suzanne Schulting Selma Poutsma Yara van Kerkhof Xandra Velzeboer | Corée du Sud Kim Alang Kim Ji-yoo Park Ji-yun Seo Whi-min |

| Distance             | Gagnants                                         | Seconds                                                                    | Troisièmes                                                      |
| 2 000 m relais mixte | Chine Ren Ziwei Wu Dajing Fan Kexin Zhang Yuting | Pays-Bas Sjinkie Knegt Jens van ’t Wout Suzanne Schulting Xandra Velzeboer | Corée du Sud Hwang Dae-heon Park Jang-hyuk Kim Alang Kim Ji-yoo |

### Coupe du monde à Nagoya
| Distance       | Gagnant                                                               | Second                                        | Troisième                                                               |
| 500 m          | Hwang Dae-heon                                                        | Ren Ziwei                                     | Denis Nikisha                                                           |
| 1 000 m        | Ren Ziwei                                                             | Itzhak de Laat                                | Pascal Dion                                                             |
| 1 500 m        | Yuri Confortola                                                       | Hwang Dae-heon                                | Sun Long                                                                |
| 5 000 m relais | Canada Jordan Pierre-Gilles Pascal Dion Steven Dubois Charles Hamelin | Chine Ren Ziwei Wu Dajing Li Wenlong Sun Long | Hongrie John-Henry Krueger Shaolin Sándor Liu Shaoang Liu Bence Nogradi |

| Distance       | Gagnante                                                                   | Seconde                                                   | Troisième                                                                   |
| 500 m          | Fan Kexin                                                                  | Arianna Fontana                                           | Natalia Maliszewska                                                         |
| 1 000 m        | Kristen Santos                                                             | Suzanne Schulting                                         | Xandra Velzeboer                                                            |
| 1 500 m        | Suzanne Schulting                                                          | Arianna Fontana                                           | Kim Alang                                                                   |
| 3 000 m relais | Pays-Bas Suzanne Schulting Selma Poutsma Yara van Kerkhof Xandra Velzeboer | Corée du Sud Kim Alang Lee Yu-bin Park Ji-yun Seo Whi-min | Italie Arianna Fontana Cynthia Mascitto Martina Valcepina Arianna Valcepina |

| Distance             | Gagnants                                                                       | Seconds                                          | Troisièmes                                                          |
| 2 000 m relais mixte | Russie Ekaterina Efremenkova Semen Elistratov Pavel Sitnikov Sofia Prosvirnova | Chine Ren Ziwei Wu Dajing Fan Kexin Zhang Yuting | Hongrie John-Henry Krueger Shaoang Liu Petra Jászapáti Zsófia Kónya |

### Coupe du monde à Debrecen
| Distance       | Gagnant                                                               | Second                                                              | Troisième                                                           |
| 500 m          | Shaolin Sándor Liu                                                    | Shaoang Liu                                                         | Ren Ziwei                                                           |
| 1 000 m        | Hwang Dae-heon                                                        | Pascal Dion                                                         | Itzhak de Laat                                                      |
| 1 500 m        | Ren Ziwei                                                             | Pascal Dion                                                         | Park Jang-hyuk                                                      |
| 5 000 m relais | Canada Jordan Pierre-Gilles Pascal Dion Steven Dubois Charles Hamelin | Corée du Sud Hwang Dae-heon Kim Dong-wook Kwak Yoon-gy Park In-wook | Hongrie Daniel Tiborcz Shaolin Sándor Liu Shaoang Liu Bence Nogradi |

| Distance       | Gagnante                                                                   | Seconde                                                             | Troisième                                        |
| 500 m          | Suzanne Schulting                                                          | Arianna Fontana                                                     | Kim Boutin                                       |
| 1 000 m        | Suzanne Schulting                                                          | Choi Min-jeong                                                      | Natalia Maliszewska                              |
| 1 500 m        | Suzanne Schulting                                                          | Lee Yubin                                                           | Courtney Sarault                                 |
| 3 000 m relais | Pays-Bas Suzanne Schulting Selma Poutsma Yara van Kerkhof Xandra Velzeboer | Canada Alyson Charles Florence Brunelle Courtney Sarault Kim Boutin | Chine Fan Kexin Guo Yihan Qu Chunyu Zhang Yuting |

| Distance             | Gagnants                                        | Seconds                                                                            | Troisièmes                                                                    |
| 2 000 m relais mixte | Chine Ren Ziwei Sun Long Fan Kexin Zhang Yuting | Canada Florence Brunelle Camille de Serres-Rainville Charles Hamelin Steven Dubois | France Gwendoline Daudet Quentin Fercoq Sébastien Lepape Tifany Huot-Marchand |

### Coupe du monde à Dordrecht
| Distance       | Gagnant                                                             | Second                                                        | Troisième                                                               |
| 500 m          | Wu Dajing                                                           | Steven Dubois                                                 | Konstantin Ivliev                                                       |
| 1 000 m        | Shaoang Liu                                                         | John-Henry Krueger                                            | Pietro Sighel                                                           |
| 1 500 m        | Ren Ziwei                                                           | Sjinkie Knegt                                                 | Park Jang-hyuk                                                          |
| 5 000 m relais | Corée du Sud Park Jang-hyuk Kim Dong-wook Kwak Yoon-gy Park In-wook | Canada Maxime Laoun Pascal Dion Steven Dubois Charles Hamelin | Hongrie John-Henry Krueger Shaolin Sándor Liu Shaoang Liu Bence Nogradi |

| Distance       | Gagnante                                                                   | Seconde                                                             | Troisième                                                               |
| 500 m          | Kim Boutin                                                                 | Arianna Fontana                                                     | Elena Seregina                                                          |
| 1 000 m        | Choi Min-jeong                                                             | Kim Boutin                                                          | Suzanne Schulting                                                       |
| 1 500 m        | Lee Yubin                                                                  | Courtney Sarault                                                    | Suzanne Schulting                                                       |
| 3 000 m relais | Pays-Bas Suzanne Schulting Selma Poutsma Yara van Kerkhof Xandra Velzeboer | Canada Alyson Charles Florence Brunelle Courtney Sarault Kim Boutin | Italie Arianna Fontana Cynthia Mascitto Martina Valcepina Elena Viviani |

| Distance             | Gagnants                                                                | Seconds                                                             | Troisièmes                                       |
| 2 000 m relais mixte | Pays-Bas Sjinkie Knegt Jens van ’t Wout Suzanne Schulting Selma Poutsma | Hongrie Shaolin Sándor Liu Shaoang Liu Petra Jászapáti Zsófia Kónya | Chine Ren Ziwei Sun Long Fan Kexin Zhang Chutong |

### Résultats ISU
1. ↑  « Beijing - Short Track Speed Skating - Entries - AUT », sur shorttrack.sportresult.com (consulté le 20 octobre 2021)
2. ↑  « Beijing - Short Track Speed Skating - Entries - BEL », sur shorttrack.sportresult.com (consulté le 20 octobre 2021)
3. ↑  « Beijing - Short Track Speed Skating - Entries - BLR », sur shorttrack.sportresult.com (consulté le 20 octobre 2021)
4. ↑  « Beijing - Short Track Speed Skating - Entries - BUL », sur shorttrack.sportresult.com (consulté le 20 octobre 2021)
5. ↑  « Beijing - Short Track Speed Skating - Entries - CAN », sur shorttrack.sportresult.com (consulté le 20 octobre 2021)
6. ↑  « Beijing - Short Track Speed Skating - Entries - CHN », sur shorttrack.sportresult.com (consulté le 20 octobre 2021)
7. ↑  « Beijing - Short Track Speed Skating - Entries - CRO », sur shorttrack.sportresult.com (consulté le 20 octobre 2021)
8. ↑  « Beijing - Short Track Speed Skating - Entries - KOR », sur shorttrack.sportresult.com (consulté le 20 octobre 2021)
9. ↑  « Beijing - Short Track Speed Skating - Entries - USA », sur shorttrack.sportresult.com (consulté le 20 octobre 2021)
10. ↑  « Beijing - Short Track Speed Skating - Entries - FRA », sur shorttrack.sportresult.com (consulté le 20 octobre 2021)
11. ↑  « Beijing - Short Track Speed Skating - Entries - GBR », sur shorttrack.sportresult.com (consulté le 20 octobre 2021)
12. ↑  « Beijing - Short Track Speed Skating - Entries », sur shorttrack.sportresult.com (consulté le 20 octobre 2021)
13. ↑  « Beijing - Short Track Speed Skating - Entries - ITA », sur shorttrack.sportresult.com (consulté le 20 octobre 2021)
14. ↑  « Beijing - Short Track Speed Skating - Entries - JPN », sur shorttrack.sportresult.com (consulté le 20 octobre 2021)
15. ↑  « Beijing - Short Track Speed Skating - Entries - KAZ », sur shorttrack.sportresult.com (consulté le 20 octobre 2021)
16. ↑  « Beijing - Short Track Speed Skating - Entries - NED », sur shorttrack.sportresult.com (consulté le 20 octobre 2021)
17. ↑  « Beijing - Short Track Speed Skating - Entries », sur shorttrack.sportresult.com (consulté le 20 octobre 2021)
18. ↑  « Beijing - Short Track Speed Skating - Entries - CZE », sur shorttrack.sportresult.com (consulté le 20 octobre 2021)
19. ↑  « Beijing - Short Track Speed Skating - Entries », sur shorttrack.sportresult.com (consulté le 20 octobre 2021)
20. ↑  « Beijing - Short Track Speed Skating - Entries - SGP », sur shorttrack.sportresult.com (consulté le 20 octobre 2021)
21. ↑  « Beijing - Short Track Speed Skating - Entries - TUR », sur shorttrack.sportresult.com (consulté le 20 octobre 2021)
22. ↑  « Beijing - Short Track Speed Skating - Entries - UKR », sur shorttrack.sportresult.com (consulté le 20 octobre 2021)
23. ↑  « Beijing - Short Track Speed Skating - Results - Préliminaires 500m H », sur shorttrack.sportresult.com (consulté le 22 octobre 2021)
24. ↑  « Beijing - Short Track Speed Skating - Results - Séries 500m H », sur shorttrack.sportresult.com (consulté le 22 octobre 2021)
25. ↑  « Beijing - Short Track Speed Skating - Results - QF 500m H », sur shorttrack.sportresult.com (consulté le 27 octobre 2021)
26. ↑  « Beijing - Short Track Speed Skating - Results - SF 500m H - Beijing », sur shorttrack.sportresult.com (consulté le 30 octobre 2021)
27. ↑  « Beijing - Short Track Speed Skating - Results - Finale 500m H », sur shorttrack.sportresult.com (consulté le 30 octobre 2021)
28. ↑  « Beijing - Short Track Speed Skating - Results - Préliminaires 1000m H », sur shorttrack.sportresult.com (consulté le 22 octobre 2021)
29. ↑  « Beijing - Short Track Speed Skating - Results - Séries 1000m H », sur shorttrack.sportresult.com (consulté le 22 octobre 2021)
30. ↑  « Beijing - Short Track Speed Skating - Results - QF 1000m H », sur shorttrack.sportresult.com (consulté le 30 octobre 2021)
31. ↑  « Beijing - Short Track Speed Skating - Results - SF 1000m H », sur shorttrack.sportresult.com (consulté le 30 octobre 2021)
32. ↑  « Beijing - Short Track Speed Skating - Results - Finale 1000m H », sur shorttrack.sportresult.com (consulté le 30 octobre 2021)
33. ↑  « Beijing - Short Track Speed Skating - Results - Séries 1500m H », sur shorttrack.sportresult.com (consulté le 22 octobre 2021)
34. ↑  « Beijing - Short Track Speed Skating - Results - QF 1500m H », sur shorttrack.sportresult.com (consulté le 22 octobre 2021)
35. ↑  « Beijing - Short Track Speed Skating - Results - SF 1500m H », sur shorttrack.sportresult.com (consulté le 27 octobre 2021)
36. ↑  « Beijing - Short Track Speed Skating - Results - F 1500m H », sur shorttrack.sportresult.com (consulté le 27 octobre 2021)
37. ↑  « Beijing - Short Track Speed Skating - Results - QF Relais H », sur shorttrack.sportresult.com (consulté le 22 octobre 2021)
38. ↑  « Beijing - Short Track Speed Skating - Results - SF Relais H », sur shorttrack.sportresult.com (consulté le 30 octobre 2021)
39. ↑  « Beijing - Short Track Speed Skating - Results - Finale B Relais H », sur shorttrack.sportresult.com (consulté le 30 octobre 2021)
40. ↑  « Beijing - Short Track Speed Skating - Results - Finales Relais H », sur shorttrack.sportresult.com (consulté le 30 octobre 2021)
41. ↑  « Beijing - Short Track Speed Skating - Results - Préliminaires 500m F », sur shorttrack.sportresult.com (consulté le 22 octobre 2021)
42. ↑  « Beijing - Short Track Speed Skating - Results - Séries 500m F », sur shorttrack.sportresult.com (consulté le 22 octobre 2021)
43. ↑  « Beijing - Short Track Speed Skating - Results - QF 500m F », sur shorttrack.sportresult.com (consulté le 27 octobre 2021)
44. ↑  « Beijing - Short Track Speed Skating - Results - SF 500m F », sur shorttrack.sportresult.com (consulté le 27 octobre 2021)
45. ↑  « Beijing - Short Track Speed Skating - Results - Finale 500m F », sur shorttrack.sportresult.com (consulté le 27 octobre 2021)
46. ↑  « Beijing - Short Track Speed Skating - Results - Préliminaires 1000m F », sur shorttrack.sportresult.com (consulté le 22 octobre 2021)
47. ↑  « Beijing - Short Track Speed Skating - Results - Séries 1000m F », sur shorttrack.sportresult.com (consulté le 22 octobre 2021)
48. ↑  « Beijing - Short Track Speed Skating - Results - QF 1000m F », sur shorttrack.sportresult.com (consulté le 30 octobre 2021)
49. ↑  « Beijing - Short Track Speed Skating - Results - SF 1000m F », sur shorttrack.sportresult.com (consulté le 30 octobre 2021)
50. 1 2  « Beijing - Short Track Speed Skating - Results - Finale 1000m F », sur shorttrack.sportresult.com (consulté le 31 octobre 2021)
51. ↑  « Beijing - Short Track Speed Skating - Results - QF 1500m F », sur shorttrack.sportresult.com (consulté le 22 octobre 2021)
52. ↑  « Beijing - Short Track Speed Skating - Results - SF 1500m F », sur shorttrack.sportresult.com (consulté le 27 octobre 2021)
53. 1 2 3  « Beijing - Short Track Speed Skating - Results - F 1500 F », sur shorttrack.sportresult.com (consulté le 27 octobre 2021)
54. ↑  « Beijing - Short Track Speed Skating - Results - QF Relais F », sur shorttrack.sportresult.com (consulté le 22 octobre 2021)
55. ↑  « Beijing - Short Track Speed Skating - Results - SF Relais F », sur shorttrack.sportresult.com (consulté le 31 octobre 2021)
56. ↑  « Beijing - Short Track Speed Skating - Results - Finale B Relais F », sur shorttrack.sportresult.com (consulté le 31 octobre 2021)
57. ↑  « Beijing - Short Track Speed Skating - Results - Finale A Relais F », sur shorttrack.sportresult.com (consulté le 31 octobre 2021)
58. ↑  « Beijing - Short Track Speed Skating - Results - SF Relais mixte », sur shorttrack.sportresult.com (consulté le 31 octobre 2021)
59. ↑  « Beijing - Short Track Speed Skating - Results - Finale B Relais mixte », sur shorttrack.sportresult.com (consulté le 31 octobre 2021)
60. ↑  « Beijing - Short Track Speed Skating - Results - Finale A Relais mixte », sur shorttrack.sportresult.com (consulté le 31 octobre 2021)